# Diede van den Heuvel
Diede van den Heuvel (Someren, 17 september 2000) is een Nederlandse zangeres die bekend is van het programma K2 zoekt K3. Eind 2022 verving zij tijdelijk K3-lid Hanne Verbruggen tijdens de K3 concerttournee Kom erbij!, omdat Verbruggen vanwege haar zwangerschap rust moest nemen.
Op 20 mei 2022 loste Van den Heuvel haar eerste solosingle. Op 11 maart 2022 kwam al eerder een nummer uit in samenwerking met Remi De Smet, eveneens kandidaat uit K2 zoekt K3.

## Overzicht

### K2 zoekt K3
Nadat Klaasje Meijer begin 2021 had aangekondigd de meidengroep K3 te verlaten, organiseerde Studio 100 een talentenjacht om haar te vervangen. Van den Heuvel was gedurende de show vaak de topfavoriet en kreeg driemaal het maximale aantal van honderd punten van een jurylid. Ze haalde uiteindelijk de finale op 27 november 2021, maar werd vierde.

### Invallende zangeres bij tournee van K3
Op 31 oktober 2022 werd aangekondigd dat Hanne Verbruggen op doktersbevel zwangerschapsverlof opneemt. Van den Heuvel was haar invalster van november tot december 2022 tijdens de overige shows in Nederland.